# Moïse Nkounkou
Moïse Justalain Nkounkou (Brazzaville, 2 agosto 1996) è un calciatore congolese (Repubblica del Congo), centrocampista del Diables Noirs.

## Carriera

### Club
Il 20 agosto 2016 viene acquistato a titolo definitivo dalla squadra albanese del Tirana, con cui firma un contratto biennale con scadenza il 30 giugno 2018.

### Nazionale
Nel 2014 ha partecipato al Campionato delle nazioni africane-

## Palmarès

### Club

#### Competizioni nazionali
- Coppa d'Albania: 1

Tirana: 2016-2017